# Fredrik Bekken
Fredrik Bekken (født 11. marts 1975 i Drammen) er en norsk tidligere roer.
Bekken deltog første gang i de olympiske lege i 1996 i Atlanta, hvor han roede singlesculler. Han kom via opsamlingsheat i semifinalen, hvor han med en tredjeplads kom i finalen. Her blev han nummer seks og sidst.
Ved legene fire år senere i Sydney roede han sammen med Olaf Tufte dobbeltsculler. Duoen havde vundet bronze ved VM året før og var blandt favoritterne. De vandt uden større problemer deres indledende heat og semifinale, men i finalen kunne de ikke følge med slovenerne Luka Špik og Iztok Čop, der vandt guld, mens de to nordmænd vandt sølv sikkert foran den italienske båd.

## OL-medaljer
- 2000:  Sølv i dobbeltsculler